# Словенска матица
Словенска матица, също и Матица словенска (на словенски: Slovenska matica, Matica slovenska) е словенска обществена, научна и културна организация, 2-рото по възраст словенско издателство.

## История
Словенската матица е основана в 1864 година в Любляна, Австрийската империя, по предложение и с дарения от няколко словенски патриотични сдружения и отделни интелектуалци, търговци и предприемачи от Марибор, които искат създаването на една институция, която да публикува модерна научна литература на словенски, да насърчава развитието на образованието и културата сред словенците, както и появата на словенска научна терминология. Пример за нейната работа е дейността на подобните институции, матици, в другите славянски страни, като Матица хърватска в Хърватия, Матица сръбска във Войводина, Матица чешка в Чехия и Матица словашка в Словакия. Дружеството е създадено с частен капитал, както и с пари на Херцогство Крайна и няколко културни асоциации. Австрийският император Франц Йосиф I подкрепя начинанието, което е видно и по личния му финансов принос от 500 флорина.
Институцията достига връха на развитието си в началото на ΧΧ век, когато се превръща в централната словенска културна институция. По това време, тя функционира като нормална издателска къща на свободния пазар, издавайки книги за широката публика, много от които стават бестселъри. Едновременно с това матицата играе роля на университет, академия на науките, насърчаваща високата култура и поддържаща близки контакти с Югославската академия на науките и изкуствата в Загреб, със Сръбската академия на науките и изкуствата в Белград, както и с други подобни институции в Прага, Краков, Лондон и Санкт Петербург. Издава водещото научно списание „Летопис Матице Словенске“.
По време на Първата световна война Словенската матица е закрита от австро-унгарските власти и имотите ѝ конфискувани. Предполагаемата причина е публикуването на книгата „Господин Франьо“ (Mister Franjo) от словенския писател, офицер от австро-унгарската армия Фран Масел Подлимбарски, която представлява сатирична критика на австро-унгарската анексия на Босна и Херцеговина.
По времето на Кралство Югославия (1918 - 1941), Словенската матица разширява своята издателска дейност и през 1938 г. тя е един от съоснователите на Словенската академия на науките и изкуствата. По време на италианската окупация през Втората световна война, ръководството на Словенската матица сътрудничи с Освободителния фронт на словенския народ – през 1942 година в нея нелегално се провежда Културният пленум на Фронта. След капитулацията на Италия през 1943 година и окупирането на Провинция Любляна от германските войски, през 1944 година матицата е закрита.
В края на 1945 г. комунистическите власти в Народна република Словения позволяват възстановяването на дружеството. Режимът разглежда редакционната политика на матицата като прекалено консервативна. По-голямата част от собствеността на матицата е национализирани от държавата, но институцията продължава да функционира и по-късно получава значителни субсидии.
През 80-те години работата на институцията се съживява и започва системно публикуване на преводи на големите западни философи и политически теоретици, включително автори разглеждани като подривни от официалната социалистическа идеология, като Хайдегер, Макиавели, Паточка, Унамуно, Ортега, Аврелий Августин и пълните произведения на Ницше.
След обявяването на независимостта на Словения през 1991 година матицата е научна и културна институция, която организира научни срещи по проблеми на словенската култура и общество. Тя е също и издателство, издаващо качествени оригинални и преводни произведения в областта на хуманитарните и точните науки и технологиите.
| Председатели       | Председатели | Председатели                           |
| Име                | Години       | Занимание                              |
| ------------------ | ------------ | -------------------------------------- |
| Антон Зойс         | 1865         | политик и филантроп                    |
| Ловро Томан        | 1865 – 1869  | адвокат, писател и политик             |
| Етбин Хенрик Коста | 1869 – 1875  | адвокат и политик                      |
| Янез Блайвайс      | 1875 – 1881  | политик                                |
| Йосип Марн         | 1881 – 1882  | литературен историк                    |
| Петер Грасели      | 1882 – 1885  | политик, кмет на Любляна               |
| Йосип Поклукар     | 1885 – 1886  | издател                                |
| Йосип Марн         | 1886 – 1893  |                                        |
| Фран Левец         | 1893 – 1907  | литературен историк                    |
| Фран Илешич        | 1907 – 1914  | литературен историк                    |
| Петер Грасели      | 1917         | политик, кмет на Любляна               |
| Иван Тавчар        | 1918 – 1920  | писател и политик, кмет на Любляна     |
| Драготин Лончар    | 1920 – 1947  | историк и политолог                    |
| Отон Жупанчич      | 1947 – 1949  | поет                                   |
| Антон Мелик        | 1950 – 1966  | географ                                |
| Франце Коблар      | 1966 – 1975  | историк на изкуството                  |
| Фран Цвитер        | 1975 – 1978  | историк                                |
| Бого Графенауер    | 1978 – 1987  | историк                                |
| Примож Симонити    | 1987 – 1994  | класически филолог, историк и преводач |
| Йожа Махнич        | 1994 – 2008  | литературен историк                    |
| Милчек Комел       | 2008 –       | историк на изкуството и критик         |